# Borås (đô thị)
Đô thị Borås (Borås kommun hay Borås stad) là một đô thị ở hạt Västra Götaland phía tây Thụy Điển. Thủ phủ là thành phố Borås.
Năm 1971, thành phố Borås đã được lập thành một đô thị (kommun) khi cấp chính quyền địa phương được áp dụng ở Thụy Điển. Ba năm sau, nhiều đô thị xung quanh đã được hợp nhất với Borås. Năm 1995, khu vực phía tây đã được tách ra lập đô thị Bollebygd.

## Các trung tâm dân cư
- Aplared
- Borgstena
- Borås (thủ phủ)
- Bredared
- Dalsjöfors
- Dannike
- Fristad
- Kinnarumma
- Målsryd
- Rydboholm
- Rångedala
- Sandared
- Sandhult
- Sjömarken
- Seglora
- Viskafors
- Äspered

## Hợp tác quốc tế
Các thành phố kết nghĩa.
- Molde, Na Uy
- Mikkeli, Phần Lan
- Vejle, Đan Mạch

Hợp tác quốc tế
- Espelkamp, Đức
- Alanya, Thổ Nhĩ Kỳ